# Віментин
Віментин (англ. Vimentin) — білок, який кодується геном VIM, розташованим у людей на короткому плечі 10-ї хромосоми. Довжина поліпептидного ланцюга білка становить 466 амінокислот, а молекулярна маса — 53 652.
| 10         |  | 20         |  | 30         |  | 40         |  | 50         |
| ---------- |  | ---------- |  | ---------- |  | ---------- |  | ---------- |
| MSTRSVS    |  | YRMFGPGT   |  | ASRPSRSY   |  | VTSTRTYSL  |  | GSALRPSTSR |
| SLYASPGV   |  | YATRSAVRL  |  | RSVPGVRL   |  | QDSVDFSLAD |  | AINTEFKNTR |
| TNEKVELQEL |  | NDRFANYIDK |  | VRFLEQNKI  |  | LAELEQLKG  |  | QGKSRLGDLY |
| EMRELRQ    |  | VDQLTNDKAR |  | VEVERDNLAE |  | DIMRLREKLQ |  | EMLQREAE   |
| NTLQSFRQDV |  | DNASLARLDL |  | ERKVESLQE  |  | IAFLKLHE   |  | EIQELQAQIQ |
| EQHVQIDVDV |  | SKPDLTALR  |  | DVRQYESVA  |  | AKNLQEAEW  |  | YKSKFADLSE |
| ANRNDALR   |  | QAKQESTEYR |  | RQVQSLTCEV |  | DALKGTNESL |  | ERQMREMEN  |
| FAVEANYQD  |  | TIGRLQDEIQ |  | NMKEMARHL  |  | REYQDLNVK  |  | MALDIEIATY |
| RKLEGESR   |  | ISLPLPNFS  |  | LNLRETNLDS |  | LPLVDTHSKR |  | TLIKTVETR  |
| DGQVINETSQ |  | HDLE       |  |            |  |            |  |            |

Цей білок за функцією належить до фосфопротеїнів. 
Задіяний у таких біологічних процесах, як взаємодія хазяїн-вірус, ацетилювання. 
Локалізований у цитоплазмі, цитоскелеті, ядрі, проміжних філаментах.

## Структура
Мономер віментину, як і всі інші проміжні філаменти, має центральний α-спіральний домен, обмежений з обох кінців неспіральними аміно (голова) і карбоксильними (хвіст) доменами. Два мономери, ймовірно, ко-трансляційно експресуються таким чином, що полегшує їх утворення димеру, який є основною субодиницею збірки віментину.
Послідовності α-спіралі містять патерн гідрофобних амінокислот, які сприяють формуванню "гідрофобного ущільнення" на поверхні спіралі. Крім того, існує періодичний розподіл кислих і основних амінокислот, що, як видається, відіграє важливу роль у стабілізації спіральних димерів. Відстань між зарядженими залишками є оптимальною для іонних сольових містків, що дозволяє стабілізувати структуру α-спіралі. Хоча цей тип стабілізації є інтуїтивно зрозумілим для внутрішньоланцюгових, а не міжланцюгових взаємодій, вчені припустили, що, можливо, перехід від внутрішньоланцюгових сольових містків, утворених кислотними та основними залишками, до міжланцюгових іонних асоціацій сприяє збірці нитки.